# Saša Ćirić
Saša Ćirić  (mak. Саша Ќириќ) (Kumanovo, Makedonija, 11. siječnja 1968.) je umirovljeni makedonski nogometaš i bivši član makedonske nogometne reprezentacije srpskog podrijetla.